# إيما كينغ
إيما كينغ (25 مارس 1992 ببرث في أستراليا - ) (بالإنجليزية: Emma King) هي لاعبة كريكت أسترالية. لعبت مع Western Australia women's cricket team ‏.

## وصلات خارجية
- إيما كينغ على موقع إي آس بي آن كريك إنفو (الإنجليزية)